# لواء سفید ساده و حاشیه‌دار
لواء سفید ساده و حاشیه‌دار، به مغولی لواء شولون‌خوبوت‌چاگان  (به مغولی: ᠰᠢᠯᠤᠭᠤᠨ ᠬᠥᠪᠡᠭᠡᠲᠦ ᠴᠠᠭᠠᠨ ᠬᠣᠰᠢᠭᠤ، به لاتین: Siluɣun Köbegetü Čaɣan qosiɣu، معادل سیریلیک:Шулуун Хөвөөт Цагаан хошуу)، و یا به چینی لواء ژِنگ‌شیانگ‌بای (به چینی: 正镶白旗، به پین‌یین: Zhèngxiāngbái Qí) یک واحد تقسیماتی در جمهوری خلق چین است که در مغولستان داخلی، آیماق شیلین‌گول واقع شده‌است.
نام این واحد تقسیماتی، اشاره به رنگ و شمایل لواء/پرچم دو تا از تیپ‌های هشتگانهٔ ارتش دودمان چینگ دارد.